# Gostomko
Gostomko is een plaats in het Poolse district  Kościerski, woiwodschap Pommeren. De plaats maakt deel uit van de gemeente Lipusz en telt 117 (sołectwo 128) inwoners.
Gostomko ligt in de buurt van de volgende plaatsen:
- Czarne Pustkowie
- Gostomie
- Jezioro Sumino
- Kamienne kręgi
- Kościerzyna
- Łubiana
- Sulęczyno
- Węsiory
- Zdunowice